# True to Their Colors
True to Their Colors est un film muet américain réalisé par Francis Ford et Grace Cunard, sorti en 1917.

## Fiche technique
- Réalisation : Francis Ford, Grace Cunard
- Scénario : Francis Ford, Grace Cunard
- Date de sortie : États-Unis : 6 mai 1917

## Distribution
- Francis Ford
- Grace Cunard